# Rioulan
Le Rioulan est une rivière française des départements des Alpes-de-Haute-Provence et des Alpes-Maritimes, en région Provence-Alpes-Côte d'Azur et un affluent gauche de l'Estéron, donc un sous-affluent du Var.

## Géographie
Le Rioulan naît sur le territoire de la commune de La Rochette dans le département des Alpes-de-Haute-Provence, à 1 113 m d'altitude, sous le col de Rigaudon (1 365 m) et la Montagne de Gourdan. Il s'appelle, dans cette partie haute, le Vallon de Besseuges.
De 11,7 km de long, il traverse la clue du Pali, à côté de la crête de Sauma Longa, puis la clue du Riolan, et coule globalement du Nord-ouest vers le sud-est.
Son confluent, en rive gauche de Estéron est sur la commune d'Aiglun, à 398 m d'altitude, au nord-est de Vascognes, près des lieux-dits le Colombier et le Moulin sur la commune de Sigale.

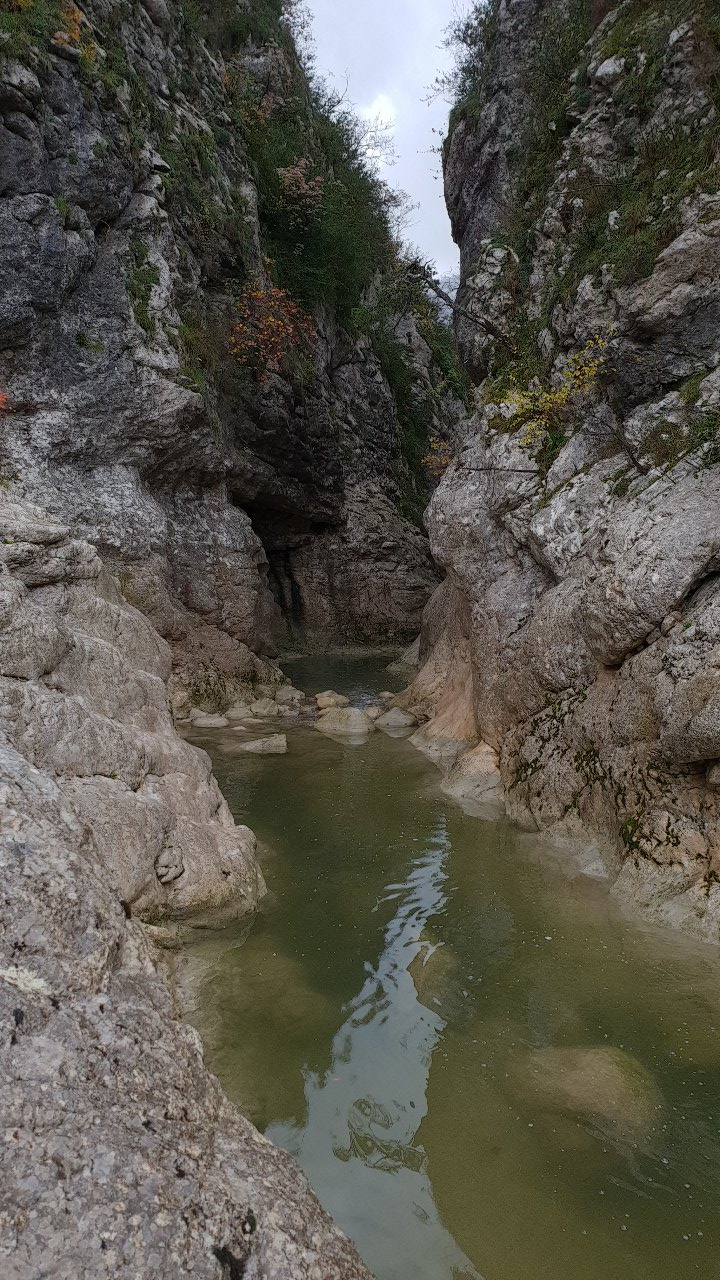
Entrée de la Clue du Riolan

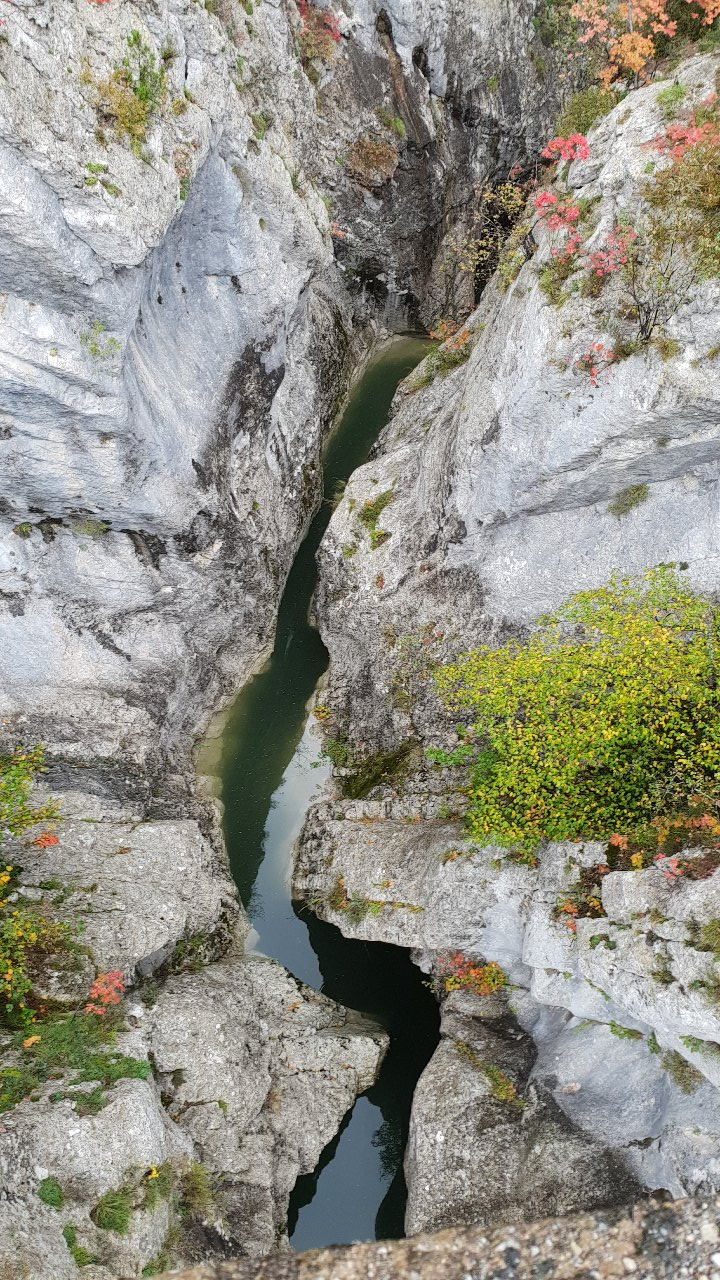
La Clue du Riolan vue du pont Sarde

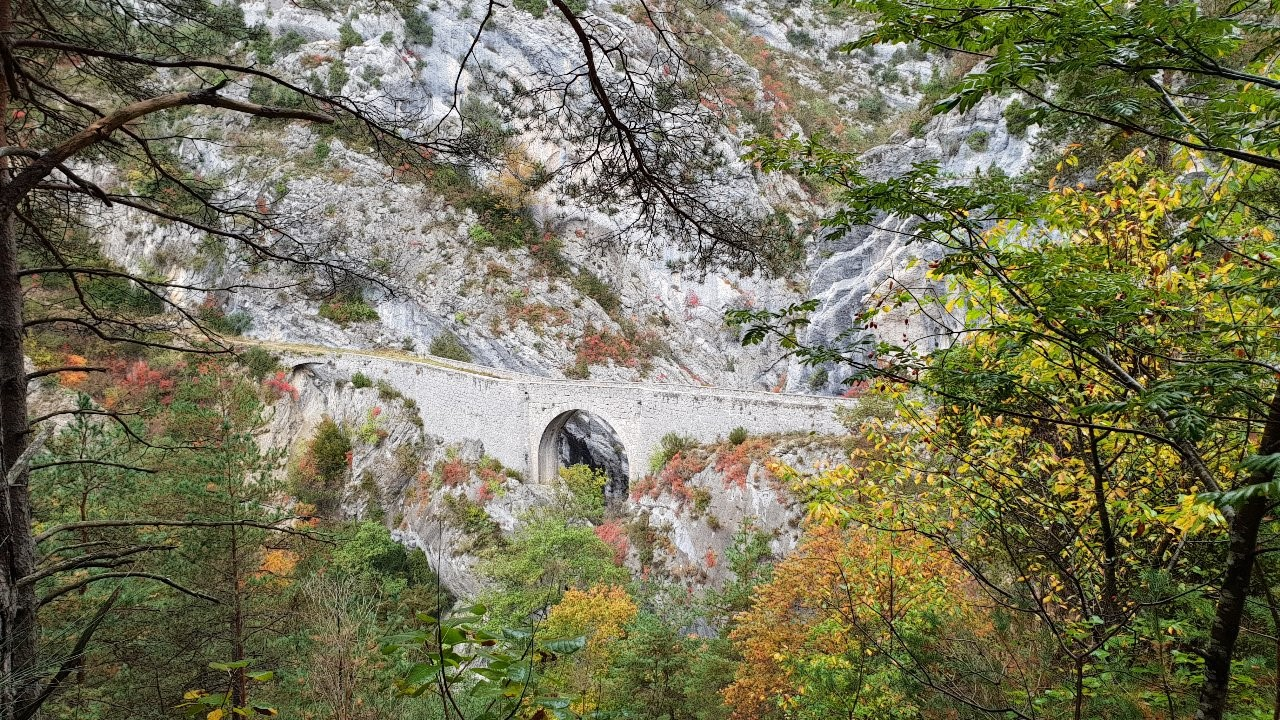
Pont Sarde sur la clue du Riolan

### Communes et cantons traversés
Dans les deux départements des Alpes-de-Haute-Provence et des Alpes-Maritimes, le Rioulan traverse sept communes et quatre cantons :
- dans le sens amont vers aval : La Rochette (source), La Penne, Saint-Pierre, Cuébris, Sallagriffon, Sigale, Aiglun (confluence).

Soit en termes de cantons, le Rioulan prend source sur le canton d'Entrevaux, traverse le canton de Puget-Théniers, canton de Roquestéron, conflue sur le canton de Saint-Auban, le tout dans les arrondissements de castellane, de Nice et de Grasse. 

### Bassin versant
Le Rioulan traverse une seule zone hydrographique « L'Estéron de la Gironde au Riou » (Y642).

## Affluents
Le Rioulan a six affluents référencés :
- le Vallon des Adous (rg[note 1]), ?km avec un affluent :
  - le Vallon du Pontet (rd), ?km
- le Vallon de Saint-Antonin (rg), ?km avec quatre affluents :
  - Vallon de Saint-Antonin (rg), avec un affluent :
    - le ravin de Rivière Pelat (rd), ?km

  - le Ravin de Vérédon (rd), ?km
  - le Vallon de l'Ern et de Serre Lions (rd), ?km
  - le Vallon de la Penne (rd), ?km avec trois affluents :
    - le ruisseau de la Fondua (rg), ?km
    - le ruisseau de la Penne (rd), ?km
    - le vallon de la Font du Renard (rd), ?km
- le Vallon des Miolans (rd), ?km avec deux affluents :
  - le Ravin du Moulin (rg), avec deux affluents :
    - le Ravin du Raï (rg), ?km
    - le Ravin des Moulières (rg), ?km
- le Vallon des Graous (rd), ?km
- le Vallon du Pali (rg), ?km
- le Vallon de l'Estrech (rd), ?km avec un affluent :
  - le Vallon des Matégeanes (rg), ?km

### Rang de Strahler
Le rang de Strahler est donc de quatre.